# Horst-Eberhard Richter

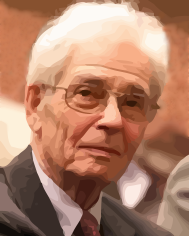
Horst-Eberhard Richter (2007)

Horst-Eberhard Richter (* 28. April 1923 in Berlin; † 19. Dezember 2011 in Gießen) war ein deutscher Mediziner, Facharzt für Neurologie und Psychiatrie, Psychoanalytiker, Professor für Psychosomatik und Sozialphilosoph. Der Autor zahlreicher Bücher galt vielen auch als der „große alte Mann“ der bundesdeutschen Friedensbewegung.

## Leben
Horst-Eberhard Richter wurde am 28. April 1923 in Berlin als einziges Kind des Ingenieurs Otto Richter (Verfasser von Bauelemente der Feinmechanik) und dessen Ehefrau Charlotte Richter, geborene Domzalski, geboren und wuchs als Einzelkind auf. Sein Vater war ein erfolgreicher Ingenieur, Leiter eines Siemens-Werkes und Autor eines Standard-Fachbuchs für Feinmechanik. Richter war Mitglied der Hitlerjugend und im Reichsarbeitsdienst.
Nach seiner Reifeprüfung im Jahr 1941 wurde Horst-Eberhard Richter zur Wehrmacht eingezogen. Er diente 1942 als Richtkanonier in einem Artillerieregiment an der Ostfront. 1943 konnte er zur Sanitätstruppe überwechseln. 1945 wurde er in Italien eingesetzt, wo er kurz vor Kriegsende desertierte und sich in einer Schutzhütte in den Alpen versteckte. Dort spürten ihn französische Besatzungssoldaten auf, die in ihm einen abgetauchten Nazi-Freischärler, einen „Werwolf“ vermuteten und ihn vier Monate in einem alten Innsbrucker Gefängnis festhielten, bis ihn ein französisches Militärgericht freiließ. Nach seiner Heimkehr nach Deutschland erfuhr er, dass seine Eltern Monate nach Kriegsende von sowjetischen Soldaten ermordet worden waren.
Im Jahr 1946 lernte Richter Bergrun Luckow kennen, die damals verheiratet und schwanger war. Nach deren Scheidung heirateten Richter und Luckow ein Jahr später. Nachdem der erste Ehemann Luckows zugestimmt hatte, adoptierte Richter die Tochter Jutta und sie bekamen noch den Sohn Clemens und die Tochter Elena.
Richter studierte Medizin, Philosophie und Psychologie in Berlin. Er schrieb in der Wohnung eines zerbombten Mietshauses in Berlin-Halensee seine Dissertation zu der Thematik Die philosophische Dimension des Schmerzes, mit der er 1948 zum Dr. phil. promoviert wurde. Mit der Schrift Akustischer Funktionswandel bei Sprachtaubheit, die er im Zuge seiner weiteren ärztlichen Ausbildung verfasst hatte, wurde er 1957 bei Helmut Selbach zum Dr. med. promoviert.
Von 1952 bis 1962 leitete Richter in Berlin eine familien- und sozialtherapeutische Beratungs- und Forschungsstelle für seelisch gestörte Kinder und Jugendliche. Daneben absolvierte er eine Ausbildung zum Psychoanalytiker und zum Facharzt für Neurologie und Psychiatrie. Von 1959 bis 1962 leitete er das Berliner Psychoanalytische Institut. 1962 wurde er nach Gießen auf den neu eingerichteten Lehrstuhl für Psychosomatik berufen und baute dort am Medizinischen Klinikum ein dreigliedriges interdisziplinäres Zentrum mit einer psychosomatischen Klinik und Abteilungen für medizinische Psychologie und medizinische Soziologie auf, dessen geschäftsführender Direktor er 1973 wurde. Daneben gründete er am Ort ein psychoanalytisches Institut. Von 1964 bis 1968 war Richter Vorsitzender der Deutschen Psychoanalytischen Vereinigung. 1971 befürwortete er als Gutachter das von Wolfgang Huber gegründete Sozialistische  Patientenkollektiv. Seine Emeritierung erfolgte 1991. Im Jahre 2004 hatte er eine von Peter Ustinov gestiftete Gastprofessur an der Universität Wien inne. Von 1992 bis 2002 leitete er das Sigmund-Freud-Institut in Frankfurt am Main.

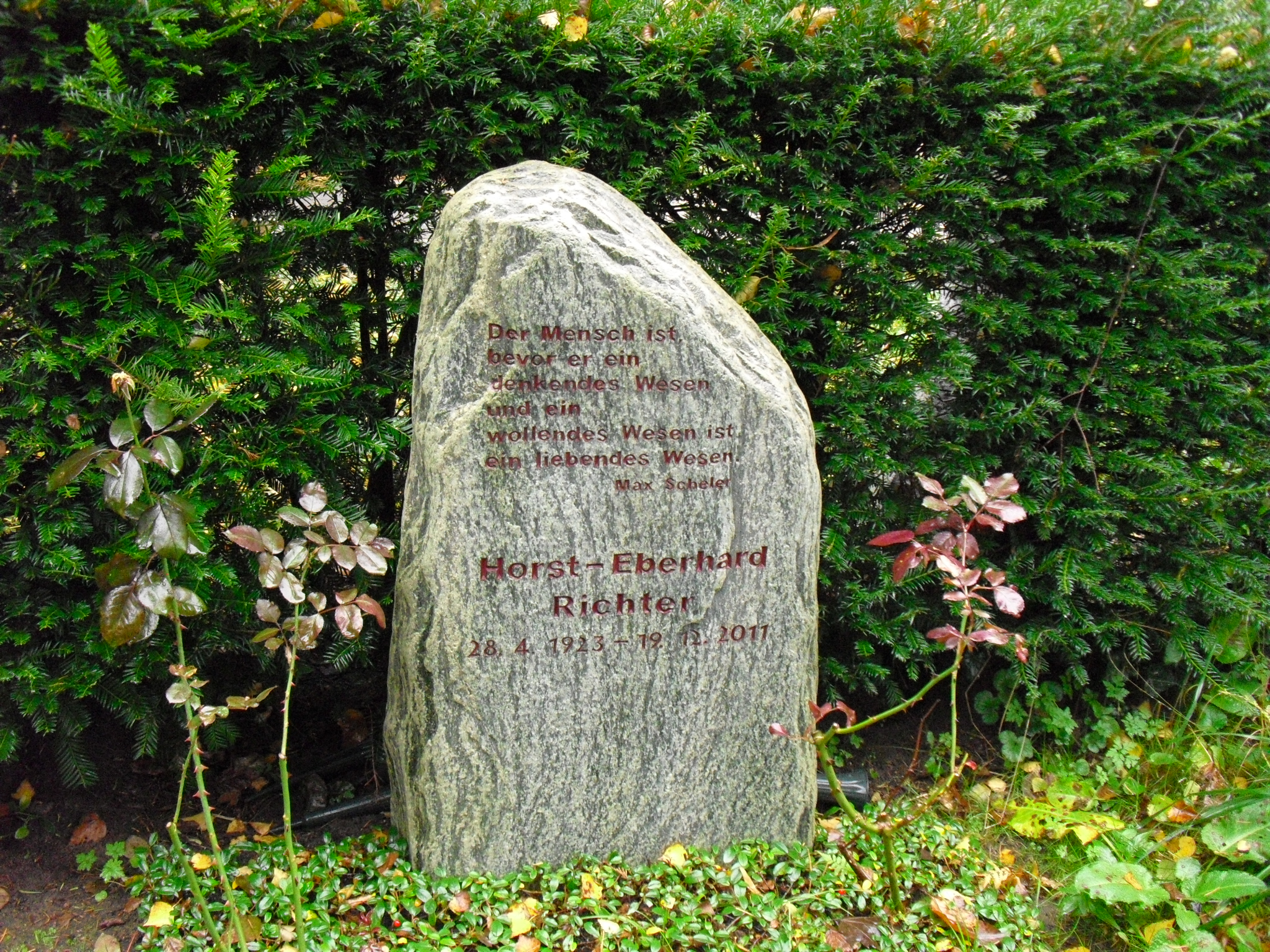
Grabstein auf dem Friedhof Heerstraße in Berlin-Westend mit Zitat von Max Scheler

Er starb am 19. Dezember 2011 nach kurzer, schwerer Krankheit in Gießen. Die Beisetzung fand am 23. Dezember 2011 auf dem landeseigenen Friedhof Heerstraße in Berlin-Westend statt (Grablage: 16-C-57). Die Ehefrau Bergrun Richter, geborene Luckow (* 1923), wurde im August 2019 an seiner Seite bestattet. Als Grabstein dient ein Findling mit einem Zitat von Max Scheler, das in vereinfachter Form bereits in der Traueranzeige der Familie zu lesen war: „Der Mensch ist, bevor er ein denkendes und ein wollendes Wesen ist, ein liebendes Wesen.“

## Werk

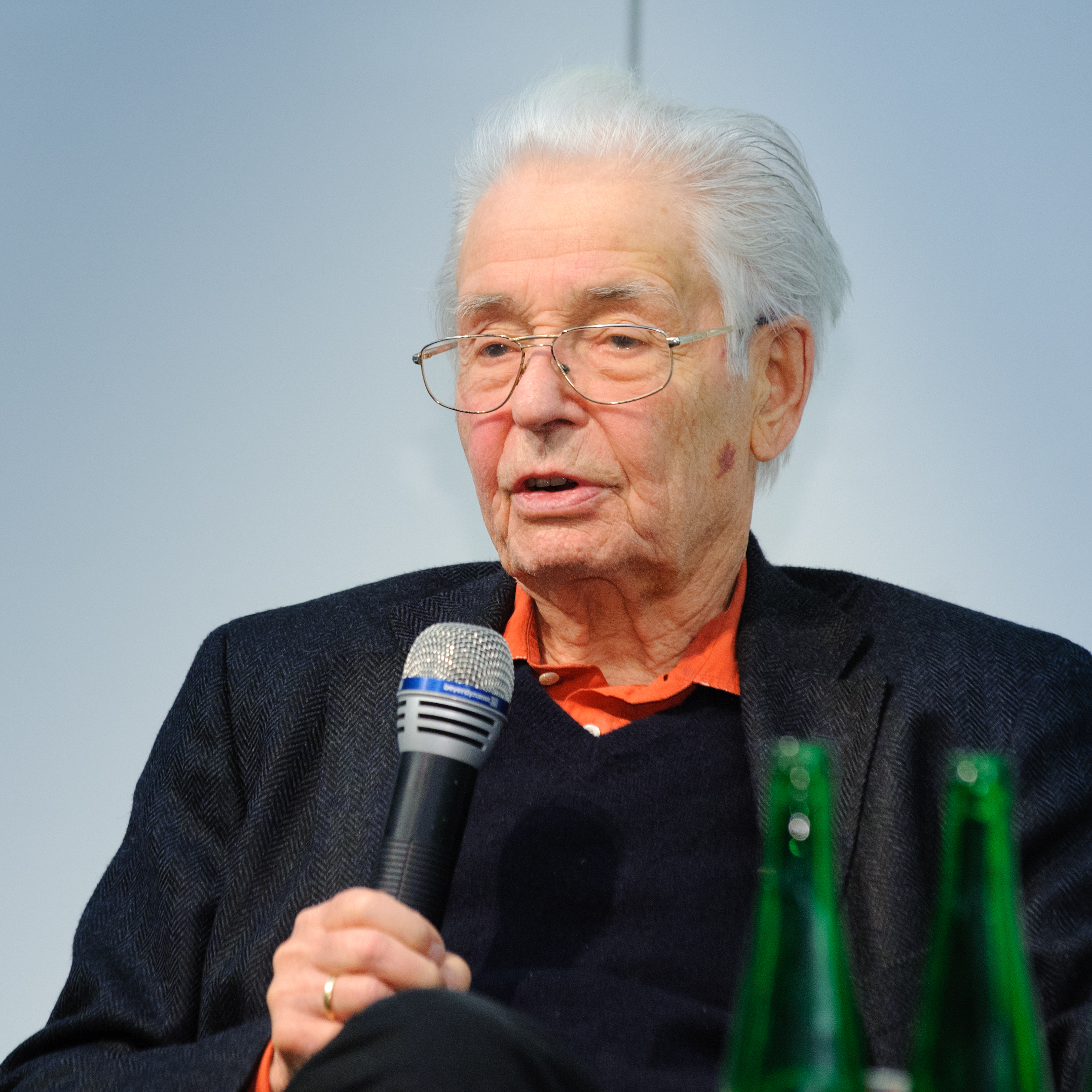
Horst-Eberhard Richter (2010)

Richter wurde zunächst als einer der Pioniere der psychoanalytischen Familienforschung und Familientherapie international bekannt. In Ergänzung zu Freuds Analyse der Kind-Eltern-Beziehung untersuchte er umgekehrt die krankmachende Wirkung gestörter Eltern auf ihre Kinder. In gemeinsamer Forschungsarbeit mit Dieter Beckmann schrieb er ein Lehrbuch über Herzneurose und entwickelte zusammen mit Elmar Brähler den Gießen-Test. Richter „entdeckte das emanzipatorische Potential der Gruppe, sowohl in psychotherapeutischer als auch in politischer Hinsicht.“
Nach kritischen Analysen der sozialen Reformbewegung der 1970er Jahre erschien sein kulturphilosophisches Werk Der Gotteskomplex: Die Einbuße an Glaubenssicherheit wolle der Mensch mit einem auf die Naturwissenschaft gestützten Herrschaftswillen ersetzen – „Gott sein, statt Gott haben“. Im Schwanken zwischen Ohnmachtsangst und Allmachtswahn drohe der wissenschaftlich-technischen Revolution die ethische Kontrolle zu entgleiten.
1981 wurde Richter mit seinem Buch Alle redeten vom Frieden zu einer der Leitfiguren der Friedensbewegung und gründete 1982 die westdeutsche Sektion der Ärzte für die Verhütung des Atomkrieges mit, die für ihr Engagement 1985 den Friedensnobelpreis erhielten. Richter sah die atomare Wiederaufarbeitungsanlage Wackersdorf (WAA) als „Symbol technokratischer Hybris“ und warnte vor den biologischen, psychischen und sozialen Auswirkungen der WAA. 1987 initiierte Richter die von Michail Gorbatschow betreute International Foundation for the Survival and the Development of Humanity mit. Dort leitete er eine Vergleichsstudie zur besseren Verständigung deutscher und russischer Studenten. Von 1991 bis 2001 moderierte Richter das „Ost-West-Symposium politische Selbstbesinnung“ mit Führungspersönlichkeiten aus Politik, Wissenschaft, Literatur und Kirche aus den alten und den neuen Bundesländern. Während beider Irakkriege gehörte er zu den meistbeachteten Intellektuellen der Friedensbewegung. Die von Carl Friedrich von Weizsäcker so genannte „seelische Krankheit Friedlosigkeit“ des Westens war für Richter seit 2007 Hauptthema seiner kulturpsychologischen Analysen in Reden und Schriften.

„Es gibt eine kreisförmige Wechselbeziehung zwischen Machen und Erkennen. Wenn man nicht macht, was man als notwendig, wenn auch mit persönlichen Unannehmlichkeiten behaftet, erkannt hat, dann kann man irgendwann auch nicht mehr erkennen, was zu machen ist. Wer Anpassungszwängen taktisch nachgibt, wohl wissend, dass er ihnen mit vertretbarem Risiko widerstehen könnte und auch sollte, wird nach und nach die Unzumutbarkeit von Anpassungsforderungen gar nicht mehr wahrnehmen, d. h., die eigene Gefügigkeit auch nicht mehr als Fluchtreaktion durchschauen. Alles erscheint normal: die Verhältnisse, denen er sich ergibt, und der Verzicht auf Gegenwehr, den er eben gar nicht mehr erlebt.“

Richter verfasste eine Frankfurter Erklärung, die es Ärzten möglich machen sollte, sich öffentlich per Unterschrift dazu zu bekennen, „sich jeglicher kriegsmedizinischen Schulung und Fortbildung zu verweigern.“ Seit dem Jahr 2001 unterstützte er die globalisierungskritische Bewegung Attac.

„In seiner Eröffnungsrede auf dem Gründungskongress der deutschen Organisation 2001 in Berlin plädierte er nachdrücklich für eine engere Verbindung von sozialen, ökonomischen und ökologischen Reforminitiativen mit der Friedensbewegung.“

## Horst-Eberhard-Richter-Institut
Im September 2017 wurde das Psychoanalytische Institut Gießen umbenannt in Horst-Eberhard-Richter-Institut für Psychoanalyse und Psychotherapie. Richter war Anfang der 1960er Jahre Gründungsmitglied dieses Instituts. Die Laudatio auf dem Festakt zur Umbenennung hielt Hans-Jürgen Wirth. Stephan Scholz berichtete über die Ehrung Richters im Gießener Anzeiger und nannte ihn einen „Denker, der über Jahre hinweg die Bestsellerlisten beherrschte und dessen Menschlichkeit noch heute in höchsten Tönen gelobt wird.“

## Ehrungen und Auszeichnungen
- 1970: Forschungspreis der Schweizer Gesellschaft für Psychosomatische Medizin
- 1973: Mitgliedschaft im PEN-Zentrum der Bundesrepublik Deutschland
- 1980: Theodor-Heuss-Preis, für seine maßgebliche Beteiligung an der Reform der deutschen Psychiatrie und Sozialpsychiatrie
- 1990: „Bornheimer“ als pädagogischer Ehrenpreis der Stadt Bornheim (Rheinland)
- 1993: Urania-Medaille für „herausragende Wissenschaftler“
- 2000: hat ihm der Jüdische Nationalfonds für sein Lebenswerk zehn Bäume in Israel gepflanzt.
- 2001: Deutscher Fairness Preis. Die Laudatio hielt Dorothee Sölle[22]
- 2002: Goetheplakette der Stadt Frankfurt am Main, für seine „konsequent pazifistische Grundhaltung“, mit der er sich als „mahnende und weithin anerkannte Instanz“ etabliert habe
- 2003: Gandhi-Luther King-Ikeda Award des Morehouse College, Atlanta, USA
- 2007: Ehrenmedaille des Fachbereichs Medizin der Justus-Liebig-Universität Gießen, in Würdigung seines Lebenswerkes
- 2007: Ehrenbürgerschaft der Universitätsstadt Gießen.[23]
- 2008: Paracelsus-Medaille, für herausragende Verdienste um das deutsche Gesundheitswesen und die Ärzteschaft.
- 2010: Marburger Leuchtfeuer für soziale Bürgerrechte, verliehen von Egon Vaupel, Oberbürgermeister der Stadt Marburg und der Humanistischen Union[24]

Das Bundesverdienstkreuz hat Richter dreimal mit der Begründung abgelehnt, dass „zu viele Altnazis“ es erhalten hätten.

## Schriften
1960–1969
- Eltern, Kind und Neurose. Die Rolle des Kindes in der Familie/Psychoanalyse der kindlichen Rolle. 1962 . Neuauflage Rowohlt, ISBN 3-499-16082-X.
- mit Dieter Beckmann: Herzneurose. Thieme, 1969; 2., erweiterte Auflage 1973; Neuauflage: Psychosozial-Verlag, 1998, ISBN 3-89806-226-0.

1970–1979
- Patient Familie. Entstehung, Struktur und Therapie von Konflikten in Ehe und Familie. 1970; Neuauflage: Rowohlt, 2001, ISBN 3-499-16772-7.
- mit Dieter Beckmann: Der Gießen-Test (GT). 1972; 4. Auflage 1991, ISBN 3-456-82041-0.
- Die Gruppe. Hoffnung auf einen neuen Weg, sich selbst und andere zu befreien; Psychoanalyse in Kooperation mit Gruppeninitiativen. 1972; Neuauflage: Psychosozial-Verlag, 1995, ISBN 3-930096-37-4.
- Lernziel Solidarität. 1974; Neuauflage: Psychosozial-Verlag, 1998, ISBN 3-932133-34-X.
- Flüchten oder Standhalten. 1976; 3. Auflage. Psychosozial-Verlag, 2001, ISBN 3-89806-128-0. (Platz 1 der Spiegel-Bestsellerliste vom 19. April bis zum 10. Oktober 1976)
- mit Hans Strotzka und Jürg Willi: Familie und seelische Krankheit. Rowohlt, 1976, ISBN 3-498-05681-6.
- Engagierte Analysen. 1978.
- Der Gotteskomplex. 1979; Neuauflage: Psychosozial-Verlag, 2005, ISBN 3-89806-389-5.

1980–1989
- Alle redeten vom Frieden. Versuch einer paradoxen Intervention. Rowohlt, Reinbek 1981, 1984, ISBN 3-499-17846-X.
- Sich der Krise stellen. 1981.
- Zur Psychologie des Friedens. Rowohlt, Reinbek 1984, ISBN 3-499-17869-9.
- Die Chance des Gewissens. Erinnerungen und Assoziationen. 1986; Neuauflage: Psychosozial-Verlag, 2002, ISBN 3-89806-177-9.
- Die hohe Kunst der Korruption. Erkenntnisse eines Politik-Beraters (= Heyne-Sachbuch. Band 158). 1989, ISBN 3-453-05104-1.

1990–1999
- Umgang mit Angst. 1992. Neuauflage Econ 2000, ISBN 3-612-26683-7.
- Wer nicht leiden will, muss hassen. Zur Epidemie der Gewalt. 1993. Neuauflage Psychosozial-Verlag 2004, ISBN 3-89806-277-5.
- Bedenken gegen Anpassung. Psychoanalyse und Politik. 1995. 2003 neu erschienen unter dem Titel Psychoanalyse und Politik. Psychosozial-Verlag, ISBN 3-89806-243-0.
- Erinnerungsarbeit und das Menschenbild in der Psychotherapie. 1995. Lindauer Texte zu den Lindauer Psychotherapiewochen, S. 121–135 Springer-Verlag 1996 (PDF)
- Versuche, die Geschichte der RAF zu verstehen. Das Beispiel Birgit Hogefeld. Psychosozial-Verlag, 1996, ISBN 3-930096-87-0.
- Als Einstein nicht mehr weiterwußte. 1997. Neuauflage Econ 2000, ISBN 3-548-75015-X.

2000–2009
- Wanderer zwischen den Fronten. Gedanken und Erinnerungen. (Autobiographie) Kiepenheuer und Witsch, 2000. Ullstein, München 2001, ISBN 3-548-36287-7.
- Kultur des Friedens. Psychosozial-Verlag, Gießen 2001, ISBN 3-89806-068-3.
- Das Ende der Egomanie. Die Krise des westlichen Bewusstseins. 2002, ISBN 3-462-03087-6 (als Taschenbuch: Knaur 77655, München 2003, ISBN 3-426-77655-3)[26].
- mit Bernard Cassen und Susan George: Eine andere Welt ist möglich! [Dokumentation des Attac-Kongresses vom 19.–21. Oktober 2001 in Berlin]. VSA, Hamburg 2002, ISBN 3-87975-845-X.
- mit Frank Uhe: Aufstehen für die Menschlichkeit. Psychosozial-Verlag, Gießen  2003, ISBN 3-89806-283-X.
- Ist eine andere Welt möglich? Für eine solidarische Globalisierung. Kiepenheuer und Witsch, Köln 2003, ISBN 3-462-03253-4 (KiWi 774,  unveränderte Neuauflage: Psychosozial-Verlag, Gießen 2005, ISBN 3-89806-346-1).
- Die Krise der Männlichkeit in der unerwachsenen Gesellschaft. Psychosozial-Verlag, Gießen 2006, ISBN 978-3-89806-570-2.
- Die seelische Krankheit Friedlosigkeit ist heilbar Psychosozial-Verlag, Gießen 2008, ISBN 978-3-89806-836-9.

2010–2011
- Moral in Zeiten der Krise. Suhrkamp, Frankfurt am Main 2010, ISBN 978-3-518-46231-7

## Sonstige Veröffentlichungen
- Vorwort zu: Christiane F.: Wir Kinder vom Bahnhof Zoo. Nach Tonbandprotokollen aufgeschrieben von Kai Hermann und Horst Rieck. Gruner & Jahr, Hamburg 1978
- Niederlage des Intellekts. In: Freitag. Die Ost-West-Wochenzeitung. Nr. 31 vom 23. Juli 2004 (online)

## Film
- Horst-Eberhard Richter, Psychoanalytiker. Dokumentarfilm, Deutschland, 2007, 43:30 Min., Buch und Regie: Wolfgang Schoen und Torsten Halsey, Produktion: tvschoenfilm, SWR, arte, Erstsendung: 3. März 2008 bei arte.